# Virginiaanse opossum
De Virginiaanse opossum of Noord-Amerikaanse opossum (Didelphis virginiana) is een buideldier uit de familie van de opossums (Didelphidae). De soort is het grootste lid van de familie. Het is het enige inheemse buideldier in Noord-Amerika ten noorden van Mexico. Dit solitaire nachtdier is een opportunist en heeft zijn leefgebied na de kolonisatie van de Europeanen ver kunnen uitbreiden.

## Ontdekking en naamgeving
De Virginiaanse opossum was het eerste dier dat "opossum" werd genoemd. Het woord is een verbastering van apasum, een woord uit het Algonkian dat "wit dier" betekent. Het was John Smith, de stichter van Jamestown, Virginia die in 1608 het woord "opossum" gebruikte om het dier te beschrijven.
De geslachtnaam Didelphis is bedacht door Carl Linnaeus en afgeleid van het Oudgrieks: di betekent twee, en delphis is afgeleid van delphys, baarmoeder. De naam is een verwijzing naar de dubbele baarmoeder van buideldiervrouwtjes. De soortaanduiding virginiana, in 1792 aan de soort gegeven door de Engelse zoöloog Robert Kerr, betekent "van Virginia" en verwijst naar de Amerikaanse staat waar de soort voor het eerst door Europeanen waargenomen is.

## Uiterlijke kenmerken
De Virginiaanse opossum is de grootste buidelrat. Hij wordt zo groot als een kat. Mannetjes worden 45 tot 55 centimeter lang en gemiddeld 1,6 tot 3,6 kilogram zwaar. Er zijn echter ook exemplaren van wel 6,3 kilogram bekend. De staart is iets korter dan de rest van het lichaam: 28,2 tot 53,5 centimeter lang en is langer bij de zuidelijkere ondersoorten. Vrouwtjes zijn ongeveer tien centimeter kleiner dan mannetjes, met een kop-romplengte vanaf 35 centimeter, een staartlengte vanaf 25 centimeter en een lichaamsgewicht van 1,1 tot 2,4 kilogram.
De opossum heeft een langwerpige kop met een spitse snuit met een kale, roze uiteinde. De oren zijn groot, kaal en zwart, met een witte tot roze punt aan de bovenzijde. De kale staart dient als grijpstaart. Hiervoor is de eerste helft van de staart met kleine schubben bedekt. De staartwortel is zwart en behaard. De poten zijn kort. De vijf vingers en tenen zijn even groot en hebben een nagel, met uitzondering van de korte, dikke eerste teen aan de achterpoot. Deze teen is klauwloos en opponeerbaar als een duim. De handpalmen en voetzolen zijn voorzien van kleine knobbeltjes, wat een betere grip geeft bij het klimmen. De opossum heeft vijftig tanden, meer dan enig ander zoogdier. Het gebit is weinig gespecialiseerd. De bovenste hoektanden zijn bij oudere mannetjes verlengd en kunnen zelfs zichtbaar zijn als de bek gesloten is.
De ruige, dichte vacht bestaat uit korte donkere haren en langere, harde haren, die verspreid door de vacht staan en de bovenzijde en flanken een grijzige kleur geven. De buikzijde is zwart van kleur. Bij de ondersoort die in het grootste deel van de Verenigde Staten voorkomt, Didelphis virginiana virginiana, zijn de lange harde haren wit van kleur en zijn de kop en keel helderwit. Bij de overige ondersoorten is dit zwart van kleur. Om de donkere ogen loopt een zwarte ring. Over het voorhoofd loopt een zwarte streep.

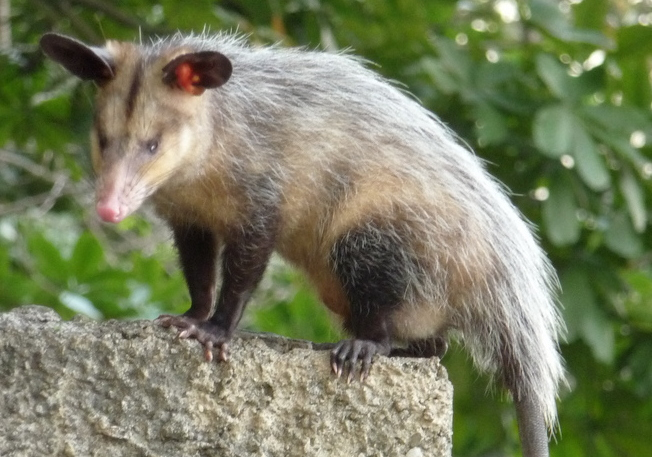
Het verspreidingsgebied overlapt in Midden-Amerika met dat van de zuidelijke opossum (Didelphis marsupialis). De zuidelijke opossum is het best te onderscheiden door de wangen, die niet helderwit maar vuilwit of gelig oranje van kleur zijn.

Waar het verspreidingsgebied overlapt met dat van de zuidelijke opossum (Didelphis marsupialis), zijn beide soorten moeilijk van elkaar te onderscheiden. Het duidelijkste verschil zijn de wangen, die bij de Virginiaanse opossum helderwit zijn, terwijl de zuidelijke opossum vuilwit of gelig oranje zijn. Verder zijn de snorharen van de zuidelijke opossum geheel zwart, terwijl de Virginiaanse opossum ook witte snorharen op de snuit en wangen heeft, en is de staart van de zuidelijke opossum vaak iets langer en witter van kleur.

## Verspreiding en habitat

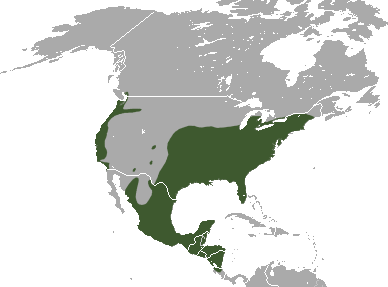
Verspreidingsgebied

De Virginiaanse opossum leeft in Noord- en Midden-Amerika, de enige opossum ten noorden van Mexico. Hij komt in vrijwel het gehele oosten van de VS voor, zuidwaarts tot het noordwesten van Costa Rica. Het verspreidingsgebied van de Virginiaanse opossum breidt zich sinds de Europese kolonisatie van Amerika uit naar het noorden; vroeger liep de noordgrens van het verspreidingsgebied door Virginia en Ohio, maar tegenwoordig komt hij tot in Zuidwest-Ontario, Canada voor. In 1890 is de opossum in Californië uitgezet, nabij San Francisco, en inmiddels komt hij ook voor langs de gehele westkust van de Verenigde Staten, van de grens met Mexico tot Zuidwest-Canada.
De opossum is een generalist en komt in een grote verscheidenheid aan habitats voor, waaronder prairies, landbouwgebieden en moerassen. De belangrijkste eis is de nabijheid van water, omdat hij vaak drinkt. De opossum heeft een voorkeur voor vochtige beboste en struikgebieden als loofwoud rond moerassen en langs rivieren. In buitenwijken van steden komt hij steeds vaker voor, waar hij leeft van afval en kattenvoer. In Mexico kan hij worden aangetroffen tot op 3000 meter hoogte.
In een groot deel van Midden-Amerika, van Zuid-Mexico tot Costa Rica, overlapt het verspreidingsgebied met de nauw verwante zuidelijke opossum. De zuidelijke opossum leeft meer in volwassen altijdgroene laaglandwouden en besteedt minder tijd op de grond dan de Virginiaanse opossum.

## Levenswijze
De opossum is een opportunistisch, solitair nachtdier. Hij leeft voornamelijk op de grond, maar is een goede klimmer. Hij klimt voornamelijk om te ontsnappen aan gevaar, minder voor voedsel. Op de grond kan hij snelheden bereiken van 7 kilometer per uur. De opossum heeft een karakteristieke ren: hij plaatst twee poten kruislings, houdt de staart naar achteren en beweegt zijn kop op en neer. De opossum kan tevens goed zwemmen.
Bij zonsopgang gaat de opossum op zoek naar een hol, het liefst boomholtes of een hol op de grond: onder een omgevallen boom, tussen boomwortels, in een takkenstapel, in een rotsspleet of in dicht struikgewas. Ook verlaten nesten van bijvoorbeeld eekhoorns worden gebruikt. Zijn schuilplaats bekleedt hij met wat dode bladeren, die hij in korte tijd verzamelt en naar het hol sleept door het te klemmen tussen de buik en de naar de buik gevouwen staart. Een nest wordt zelden vaker dan één keer gebruikt. Enkel in de winter blijft hij meerdere dagen in hetzelfde nest.
De opossum is het gehele jaar door actief. Hij houdt geen winterslaap, maar is bij grote kou minder actief en blijft vaak meerdere dagen in een nest, terend op zijn vetlaag. Op warmere winterdagen is hij soms ook overdag actief.

### Voedsel

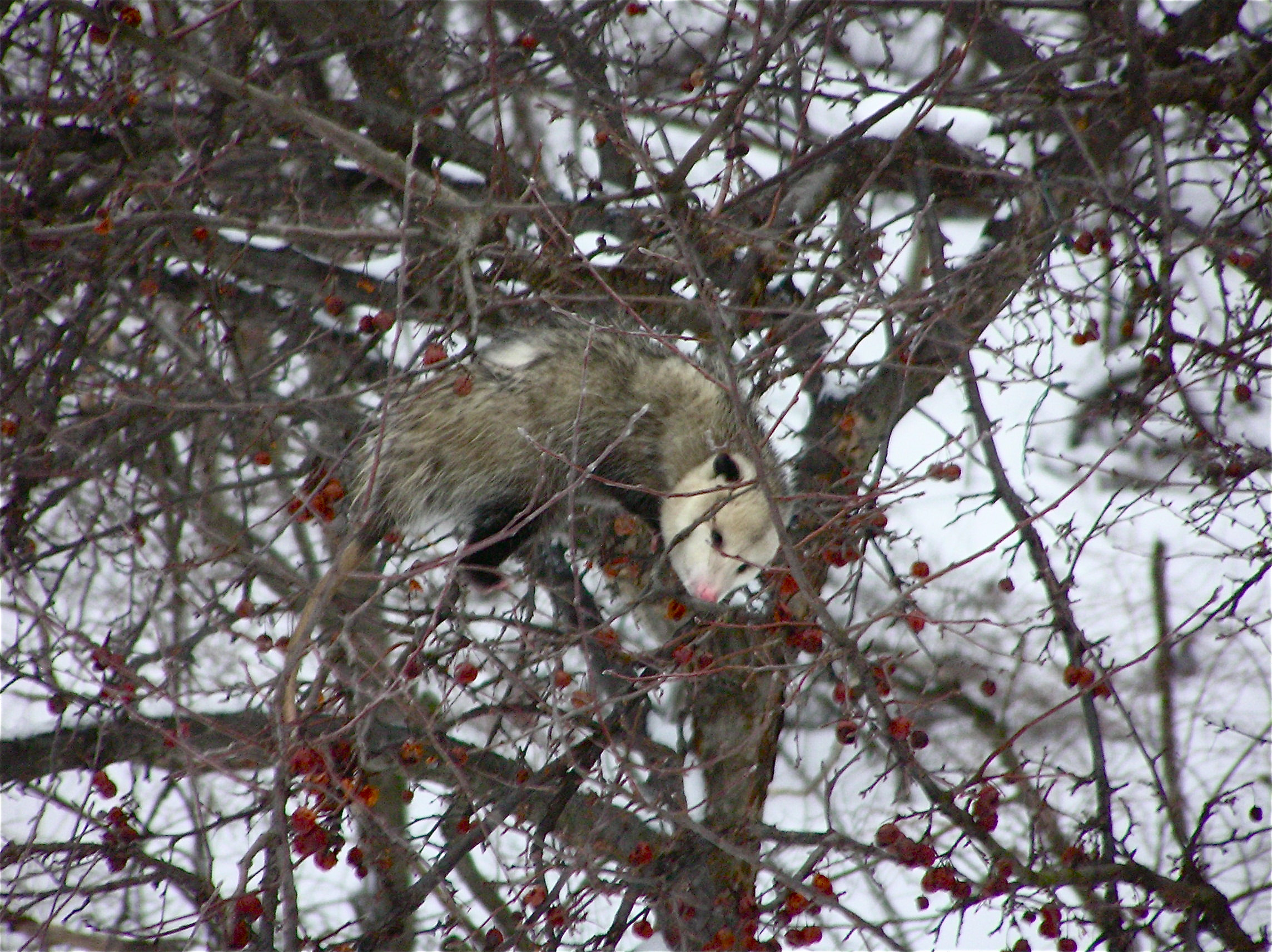
Virginiaanse opossum in een Malus-soort

Opossums leven voornamelijk op de grond, maar zijn uitstekende klimmers en bezoeken graag vruchtdragende bomen.
Na zonsondergang verlaat hij zijn nest, om op zoek te gaan naar voedsel. In één nacht legt hij maximaal 3,5 km af. De opossum is een omnivoor. Het dier eet alles wat voorhanden is: plantaardig voedsel zoals zaden, vruchten als bessen, appels en persimoenen, granen, mais, bloemen en kruiden, maar ook dierlijk materiaal als aas, eieren, insecten als sprinkhanen, kevers en mieren, larven, aardwormen, slakken, kikkers en slangen (waaronder gifslangen als adders en ratelslangen). Als hij de kans krijgt, eet hij ook kleine zoogdieren en vogels. De opossum is echter een slechte jager en kiest het liefst voor makkelijke prooien. In de buurt van menselijke nederzettingen voedt hij zich ook met afval uit vuilnisbakken. In gevangenschap is kannibalisme waargenomen. Waarschijnlijk komt dit in het wild zelden voor.

### Sociaal gedrag
De opossum is solitair en agressief, en mijdt over het algemeen soortgenoten. Toch kunnen dieren elkaar tegenkomen op een plek die opossums aantrekt, zoals een groot kadaver of een vruchtdragende boom. Vrouwtjes vermijden elkaar. Twee mannetjes zullen proberen grote afstand van elkaar te houden: mocht één te dichtbij komen, zal dreiggedrag volgen. De lippen worden opgetrokken en de bek geopend, zodat de tanden worden getoond. Daarbij kan hij drie geluiden maken: een fluitend gekras, een diep gegrom en een scherpe kreet. Vervolgens kan er een gevecht ontstaan, waarbij de dieren proberen te bijten in de kop, schouders en keel. Een gevecht houdt ongeveer twee tot drie minuten aan. De overwinnaar maakt vervolgens een "overwinningsdans": hij strekt zijn voorpoten en heft zijn hoofd op, om vervolgens enkele keren op te springen, de staart al in de lucht draaiende.
Ondanks zijn agressie heeft een opossum geen vast territorium. In plaats daarvan brengt hij langere tijd in één gebied door, om vervolgens een nieuw gebied te bezoeken. De grootte van het woongebied is onder andere afhankelijk van het voedselaanbod en kan daardoor aardig verschillen. De mannetjes gebruiken een groter woongebied dan vrouwtjes. Alhoewel zijn woongebied geen vaste grenzen kent, markeert hij wel voorwerpen om zijn aanwezigheid kenbaar te maken. Hij wrijft erlangs met zijn anaalklieren of met huidklieren in de kop of hals, of besmeert het met speeksel.

### Voortplanting

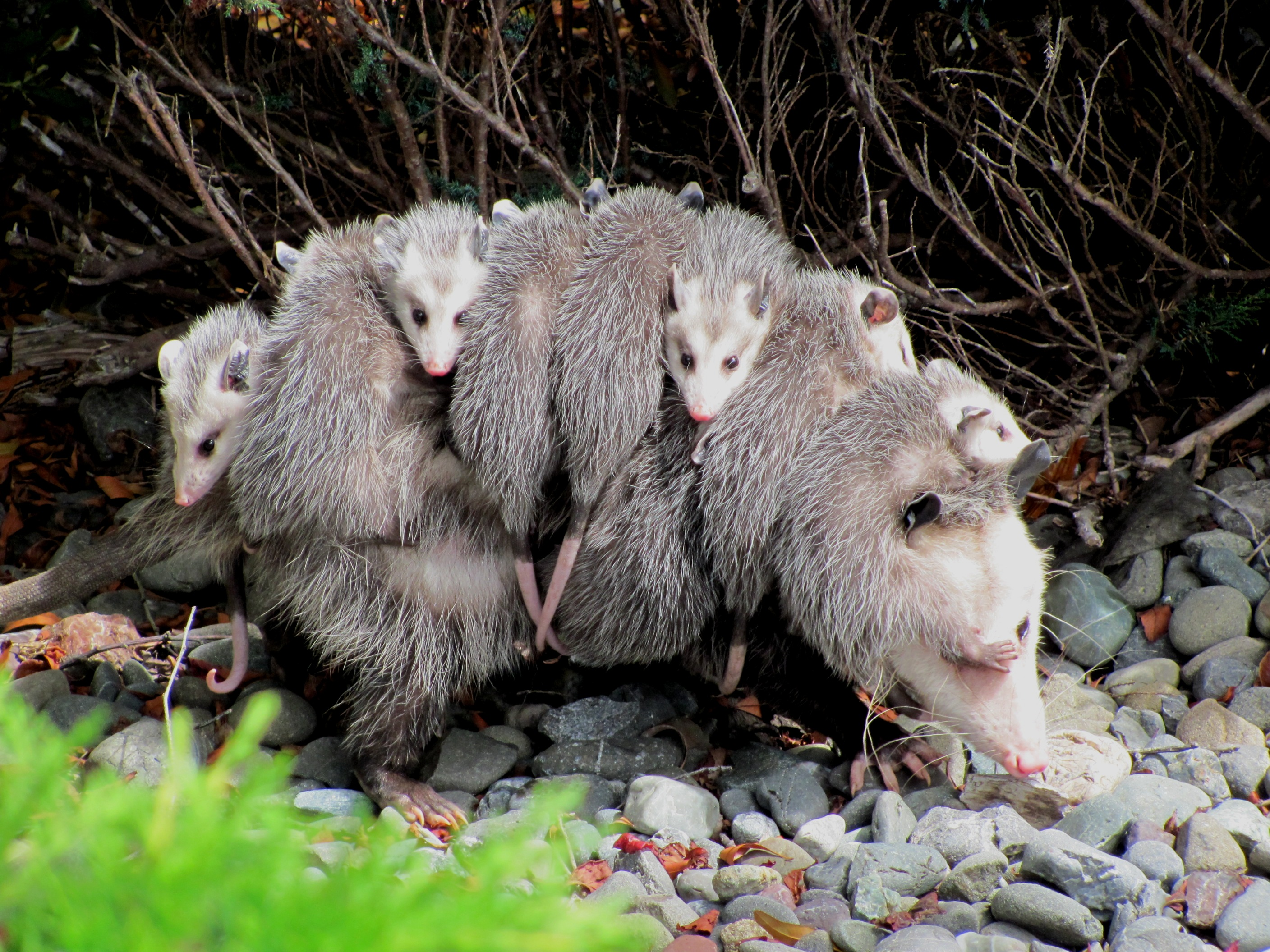
Als de jongen drie maanden oud zijn, draagt de moeder ze tijdens uitstapjes mee op de rug.

De voortplantingstijd duurt van januari of februari tot oktober. Mannetjes gedragen zich niet agressief tegenover vrouwtjes. Als een mannetje de geur van een vrouwtje opvangt, maakt hij zachte klikgeluiden en gaat op haar af. Hij zal proberen aan haar geslachtsdelen te ruiken en haar te bestijgen. Als het vrouwtje niet ontvankelijk is, zal zij zich agressief naar hem gedragen met harde kreten en bijten. Anders laat zij zich beklimmen. Voorafgaand aan de paring bijt het mannetje in de nek van het vrouwtje. Zijn voorpoten klemmen zich om het lichaam, zijn voeten om haar achterpoten. Vervolgens vallen zij op de zij. In deze houding vindt de paring plaats. Deze duurt 15 tot 20 minuten. De dieren gaan vervolgens weer uit elkaar.
In Canada krijgt een vrouwtje één worp per jaar in het voorjaar. Meer naar het zuiden krijgt zij twee, soms drie worpen per jaar. Per worp kan een vrouwtje tot wel 21 jongen krijgen. Omdat een vrouwtje echter slechts dertien tepels heeft, zullen niet alle jongen het overleven. Over het algemeen brengt een vrouwtje gemiddeld zes tot negen jongen groot. Op lagere breedtegraden zijn de worpen kleiner.
Na een draagtijd van slechts 12 à 13 dagen worden de jongen geboren. Ze zijn kaal en nog maar zo groot als een boon: 15 mm lang en 0,15 gram zwaar. De moeder likt vlak voor de bevalling de buik en buidel, een diepe, met vacht beklede huidplooi in de buik van het vrouwtje met een opening aan de voorzijde. Tijdens de bevalling gaat zij met een gebogen rug voorover zitten. De jongen zijn nog onderontwikkeld, maar hebben al wel voorpoten met nageltjes, waarmee zij langs de vacht van de moeder naar de buidel kunnen kruipen. Deze vinden zij met behulp van hun reukvermogen. Na ongeveer twee minuten hebben zij de afstand van vier à vijf centimeter overbrugd en de buidel bereikt. In de buidel zijn dertien tepels, twaalf in een boog en een in het midden. Niet alle tepels geven echter melk. De jongen zuigen zich vast aan een van de tepels. De jongen die de buidel niet bereiken of geen tepel kunnen vinden, zullen sterven.
Na acht weken laten ze de tepel los en openen zij hun ogen. Zij zijn dan 8 centimeter lang en bedekt met korte zwarte haren. Na tien weken verlaten ze af en toe de buidel. Pas na twaalf weken verlaten de jongen de buidel voor langere tijd. Als de moeder gaat foerageren, laat zij de jongen dan achter in het nest. Zij gaan in deze periode ook voor het eerst vast voedsel eten. Zij drinken nog wel moedermelk, maar omdat de tepels meegroeien, hoeven de jongen niet meer de buidel in om te drinken. In de daaropvolgende weken maken zij uitstapjes met hun moeder. Zij lopen naast haar of laten zich op de rug dragen, de staarten om haar staart gekruld. De jongen zijn in deze periode sociaal en hebben een eigen communicatie, bestaande uit korte klikjes.
Na 3,5 maand zijn de jongen gespeend en zelfstandig. Zij zijn dan nog vele malen kleiner dan een volgroeide opossum: ze wegen slechts 125 gram en hebben een kop-romplengte van 18 centimeter. Ze zijn dan al wel net zo solitair en agressief als hun ouders. Vrouwtjes zijn na 6 maanden geslachtsrijp, mannetjes na 8,5 maand.

### Verdediging en levensverwachting

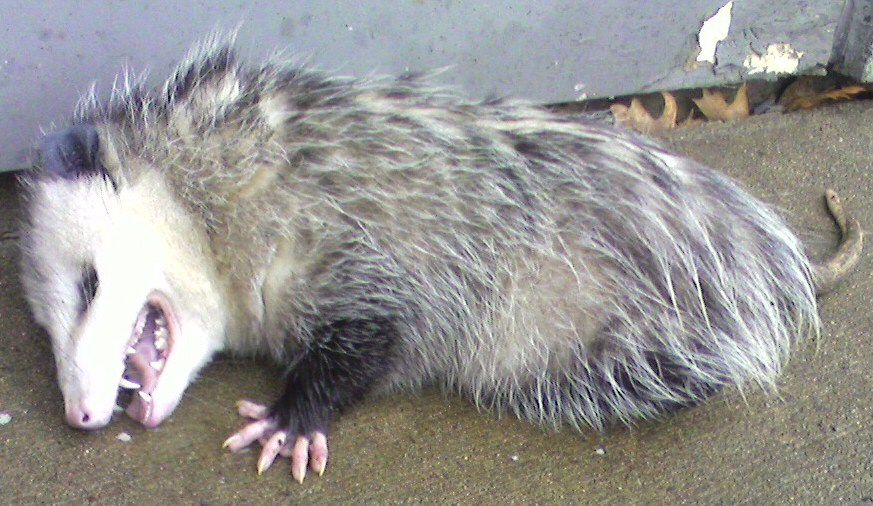
Een opossum houdt zich voor dood als verdedigingstactiek.

Belangrijke predatoren zijn rode lynx, coyote, vos, hond, Amerikaanse nerts en uilen. Opossums slaan het liefst op de vlucht als ze een potentiële vijand tegenkomen. Indien nodig kan hij ook agressief naar de vijand sissen, schreeuwen en kwijlen, en laat hij zijn tanden zien, net als het dreiggedrag tussen mannetjes. De kaken zijn sterk en kunnen gemeen bijten.
De opossum staat vooral bekend om een ander verdedigingsmechanisme: als een opossum wordt gegrepen door een roofdier of in het nauw wordt gedreven, kan hij zich dood houden. Hij valt op zijn zij en rolt zich op, met de ogen half geopend, de kaken open en de tong uit zijn bek hangend. Vaak zal hij ook kwijlen en laat hij ontlasting of een stinkende groenachtige substantie lopen. Het roofdier verliest dan meestal zijn belangstelling. De opossum kan zo vier uur lang onbeweeglijk blijven liggen. Waarschijnlijk is deze tactiek ontstaan om roofdieren die geen interesse hebben in dode dieren, voor de gek te houden. Het Amerikaanse playing possum (letterlijk: opossum spelen) betekent zoiets als je dood of ziek houden. Het gedrag is waarschijnlijk een reflex en kan al worden waargenomen bij jonge dieren van vier maanden oud. Door een proef met behulp van een zogenaamd elektro-encefalogram is vastgesteld dat als de opossum zich in deze schijnbaar levenloze toestand bevindt het dier toch uitermate alert en gespannen is.
De Virginiaanse opossum worden zelden oud: de levensverwachting ligt slechts op twee tot drie jaar. Predatie is mogelijk een belangrijke doodsoorzaak, evenals infectieziekten. De Virginiaanse opossum is gevoelig voor ziekten als salmonellose en leptospirose. Strenge winters eisen eveneens hun tol. Bij een onderzoek in Michigan, uitgevoerd tussen 1937 en 1940, overleefde slechts één op de zes opossums de winter. Bij veel overlevers waren bovendien een deel van de oren of de staart afgevroren.

## Taxonomie en evolutie
De Virginiaanse opossum is de grootste van de ongeveer 97 soorten in de familie der opossums of buidelratten, Didelphidae. Het geslacht Didelphis omvat zes soorten, die verspreid over Midden- en Zuid-Amerika leven. De voorouders van de Virginiaanse opossum ontstonden in Zuid-Amerika en trokken naar Noord-Amerika na het ontstaan van de landengte van Panama, 3 miljoen jaar geleden. Fossiele resten van de Virginiaanse opossum van enkele honderdduizenden jaren oud zijn gevonden in het zuiden van de Verenigde Staten.
De Virginiaanse opossum kent vier ondersoorten. De zuidelijke ondersoorten zijn kleiner met een langere staart.
- Didelphis virginiana yucatanensis - Yucatán, Mexico
- Didelphis virginiana californica - Midden-Amerika: Mexico (Yucatán uitgezonderd), Arizona, Verenigde Staten zuidwaarts tot Noordwest-Costa Rica
- Didelphis virginiana pigra - Zuidkust Verenigde Staten, van Texas tot Florida
- Didelphis virginiana virginiana - Oosten Verenigde Staten (met uitzondering zuidkust), Zuidoost-Ontario, Canada. Ingevoerd langs westkust van de Verenigde Staten

## Relatie met de mens

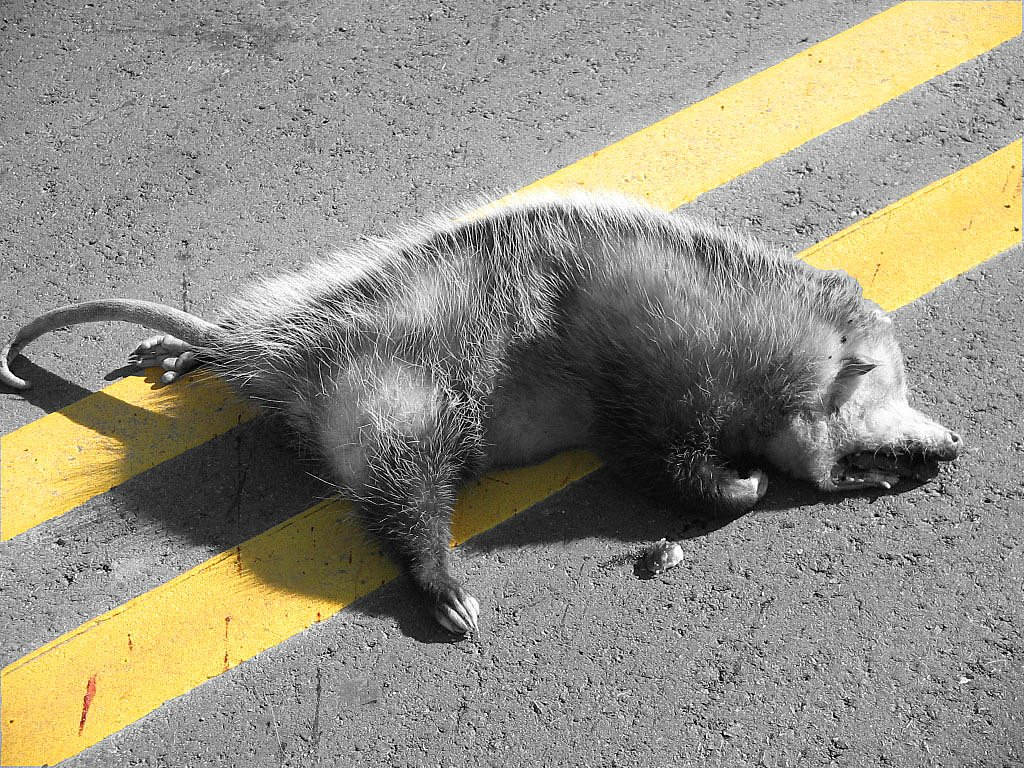
Opossums zijn vaak het slachtoffer van aanrijdingen.

De Virginiaanse opossum is niet bedreigd: hij is algemeen en wijdverbreid, en weet zijn verspreidingsgebied zelfs uit te breiden. Hij is in de buurt van de mens te vinden, rond boerderijen en in buitenwijken van steden. In stedelijk gebied voeden zij zich met voer voor huisdieren, afval en afgevallen fruit.
In delen van de Verenigde Staten wordt op het dier gejaagd, voor de pels, het vlees en de plezierjacht. In het zuidoosten van de Verenigde Staten was het vlees lang geliefd en werd het onder andere verwerkt in stoofpotten. Tegenwoordig wordt de opossum bejaagd voor zijn pels. Ook schieten boeren op opossums, omdat zij menen dat de dieren hun kippen opeten. Veel opossums worden het slachtoffer van aanrijdingen. De opossum waagt zich op snelwegen, omdat hij als aaseter op de aangereden dieren afkomt.
De penis van het mannetje is gevorkt. Hierdoor is de mythe ontstaan dat het mannetje met het vrouwtje paart via de neus. Het vrouwtje zou de embryo's vervolgens uitniezen.
Eind 2010 groeide de Virginiaanse opossum Heidi, een schele opossum uit de dierentuin van Leipzig, uit tot een internationale bekendheid.